# Her Beloved Villain
Her Beloved Villain er en amerikansk stumfilm fra 1920 af Sam Wood.

## Medvirkende
- Wanda Hawley som Suzanne Bergamot
- Ramsey Wallace som Paul Blythe
- Templar Powell som Louis Martinot
- Tully Marshall som Dr. Joseph Poulard
- Lillian Leighton som Madame Poulard
- Gertrude Claire
- Robert Bolder som Bergomat
- Margaret McWade
- Harrison Ford som Martinot
- Irma Coonly som Rose
- Jay Peters som Casimer